# Бакміл (станція метро)
40°23′43″ пн. ш. 49°52′56″ сх. д. / 40.39528° пн. ш. 49.88222° сх. д.
«Бакміл» (азерб. Bakmil) — станція першої лінії Бакинського метрополітену. Розташована на під'їзній колії до депо, у зв'язку з цим посадка на станції здійснюється дуже нерегулярно, найчастіше поїзди прибувають на станцію — слідують в депо. Поїзд, наступний назад на лінію, буде, швидше за все, наступним з депо на лінію. Рух поїздів від станції здійснюється за двома напрямками — до станцій «Ічері Шехер» і «Азадлиг проспекті». Рух до станції «Азі Асланов» технічно неможливий згідно зі схемою колійного розвитку.
Станцію відкрито 25 вересня 1970 року на діючій наземній ділянці «Наріман Наріманов» — електродепо, з утворенням вилочного руху. У момент відкриття станція називалася «Деповська» («Платформа Депо») і була короткою платформою з маленьким вестибюлем. Рух поїздів на станцію здійснювалося в пікові години, а в інший час існували одиничні рейси, узгоджені з початком і закінченням змін на навколишніх заводах.
У 1978-1979 роках станція була реконструйована, збудовано новий великий вестибюль і 28 березня 1979 відкрита знову під назвою «Електрозаводська» (саме так, в російській варіанті ).
Станція знаходиться в промисловому районі, поруч з депо. Поблизу станції розташовано спільне азербайджансько-італійське підприємство — завод побутових кондиціонерів, від якого станція і отримала свою назву — «Бакміл»; розшифровується, як Баку — Мілан. Перейменована в 1992 році.
Конструкція станції — наземна відкрита, з однією береговою платформою. Єдина наземна станція Бакинського метрополітену. Південніше станції знаходиться пішохідний міст над лінією метро. На станції заставлено тактильне покриття.